# Siłownik teleskopowy
Siłownik teleskopowy – siłownik hydrauliczny, w którym dzięki zastosowaniu układu teleskopowego uzyskano zwielokrotnienie zasięgu suwu roboczego.
W siłowniku teleskopowym w największym średnicowo cylindrze porusza się tłok pierwszego stopnia. Tłoczysko zintegrowane z tym tłokiem jest wydrążone w środku i stanowi jednocześnie cylinder drugiego stopnia, w którym porusza się drugi tłok, o mniejszej średnicy. Tłoczysko zintegrowane z tym drugim tłokiem wykonuje pracę użytkową - lub jest także wydrążone, stanowiąc cylinder kolejnego stopnia itd. Zastosowanie systemu zaworów umożliwia sterowanie kolejnością ruchów poszczególnych stopni niezależnie od obciążenia siłownika.
Siłowniki teleskopowe stosowane są powszechnie w napędach wielu różnych maszyn roboczych. Mogą uzyskiwać zasięg suwu roboczego do kilkunastu metrów, co pozwala na zastosowanie ich do napędu wind osobowych i towarowych w budynkach do wysokości kilku pięter. Siłowniki teleskopowe (zwykle dwustopniowe) są stosowane powszechnie w roli podpór hydraulicznych w górniczych zmechanizowanych obudowach ścianowych.